# 贝纳绍
贝纳绍，是西班牙巴伦西亚自治区阿利坎特省的一个市镇。总面积9km2，总人口221人（2001年），人口密度25人/km2。